# Kanadische Badmintonmeisterschaft 2022
Die Kanadische Badmintonmeisterschaft 2022 fand vom 2. bis zum 5. Juli 2022 in Sherwood Park statt.

## Medaillengewinner
| Disziplin    | Gold                               | Silber                                      | Bronze                       |
| ------------ | ---------------------------------- | ------------------------------------------- | ---------------------------- |
| Herreneinzel | Jason Ho-Shue                      | Victor Lai                                  | Joshua Nguyen                |
| Dameneinzel  | Talia Ng                           | Jacqueline Cheung                           | Chloe Hoang                  |
| Herrendoppel | Kevin Lee Ty Alexander Lindeman    | Xavier Laperrière Thien Quan Nicolas Nguyen | Adam Xingyu Dong Nyl Yakura  |
| Damendoppel  | Catherine Choi Josephine Wu        | Camille Leblanc Eliana Zhang                | Jackie Dent Alexandra Mocanu |
| Mixed        | Ty Alexander Lindeman Josephine Wu | Kevin Lee Jacqueline Cheung                 | Nyl Yakura Crystal Lai       |